# Pseudicius reiskindi
Pseudicius reiskindi – gatunek pająka z rodziny skakunowatych.
Gatunek ten został opisany w 1992 roku przez Jerzego Prószyńskiego na podstawie parki okazów: samca i młodocianej samicy. Epitet gatunkowy honoruje Jona Reiskinda, który odłowił materiał typowy.
Samiec ma karapaks o długości 1,77 mm, jasnobrązowy z ciemniejszym polem ocznym i szerokim paskiem białych szczecinek nad brzuszną krawędzią. Opistosoma samca ma 2,21 mm długości, żółtawobrązowe boki i pas środkowy, dwa pasy białych szczecin po bokach środkowego oraz 3 pary ciemno pigmentowanych plamek. Przednie odnóża samca są rudobrązowe. U młodocianej samicy karapaks i przednie odnóża są żółtawe, a opistosoma biaława z 3 parami rudobrązowych kropek. Nogogłaszczki samca różnią się od tych u P. philippinensis grubszą apofizą goleniową, od P. samoensis wspomnianą apofizą bardziej zakrzywioną, a od P. tamaricis ową apofizą znacznie krótszą.
Gatunek orientalny, znany tylko z Brunei na Borneo, gdzie zamieszkuje lasy namorzynowe.